# Elena Rozmirovich
Elena Rozmirovich, född 1886, död 1953, var en rysk politiker. Hon blev 1917 en av de första tio kvinnorna i det ryska parlamentet. 